# Президентские выборы в Бенине (2016)
Президентские выборы в Бенине проходили 6 и 20 марта 2016 года после недельной задержки из-за технических проблем. Президент Яйи Бони после двух сроков пребывания у власти не имел права выдвигаться на третий срок согласно Конституции страны. Выборы вызвали большой интерес в деловых кругах и более 30 бизнесменов выдвинули свои кандидатуры в президенты. Во втором туре бизнесмен Патрис Талон одержал победу над премьер-министром Лионелем Зинсу.

## Контекст
Производитель новых избирательных карточек не успел произвести их вовремя. В результате Конституционный суд сначала перенёс выборы на неделю, а затем разрешил использовать старые карточки, изготовленные для предыдущих выборов 2011 года, опасаясь, что некоторые избиратели не смогут участвовать в выборах.
Кампания проходила лишь 2 недели с 19 февраля по 4 марта 2016 года.

## Результаты
Предварительные результаты 1-го тура были обнародованы 8 марта, по которым Лионель Зинсу занимал 1-е место с 28,4 % голосов, а Талон оказался на 2 месте с 24,8 % и, таким образом, оба выходили во 2-й тур. Третье место занял Себастьян Ажавон с 23,03 % голосов.
Во 2-м туре Талон получил поддержку 24 из 32 вышедших из гонки кандидатов. Особенно важной оказалась поддержка Ажавона. Второй тур прошёл 20 марта. Узнав, что очевидная победа оказалась за Патрисом Талоном, Зинсу признал поражение и поздравил победителя.
Конституционный суд подтвердил победу Патриса Талона 25 марта.
| Кандидат                                 | Партия                                      | 1-й тур   | 1-й тур | 2-й тур   | 2-й тур |
| Кандидат                                 | Партия                                      | Голоса    | %       | Голоса    | %       |
| ---------------------------------------- | ------------------------------------------- | --------- | ------- | --------- | ------- |
| Лионель Зинсу                            | Силы каури за возрождающийся Бенин          | 856 218   | 28,44   | 1 076 061 | 34,63   |
| Патрис Талон                             | Независимый                                 | 746 798   | 24,80   | 2 030 941 | 65,37   |
| Себастьян Ажавон                         | Независимый                                 | 693 492   | 23,03   |           |         |
| Абдулаи Био-Тшан                         | Альянс за победоносный Бенин                | 264 515   | 8,79    |           |         |
| Паскаль Купаки                           | Движение нового сознания                    | 176 286   | 5,85    |           |         |
| Робер Гбиан                              | Поколения за республиканское правление      | 47 042    | 1,56    |           |         |
| Фернан Амуссу                            | Альянс сил будущего                         | 35 214    | 1,17    |           |         |
| Исса Салифу                              | Союз за облегчение                          | 31 225    | 1,04    |           |         |
| Аке Натонд                               | Путь Бенина                                 | 26 463    | 0,88    |           |         |
| Нассиру Бако Арифари                     | Альянс Амана                                | 19 061    | 0,63    |           |         |
| Моамед Атао Иннуо                        | Партия Резоатао                             | 12 009    | 0,40    |           |         |
| Салиу Иуссао Абуду                       |                                             | 11 935    | 0,40    |           |         |
| Бертен Коови                             | Альянс Ироко                                | 10 645    | 0,35    |           |         |
| Ришар Сену                               |                                             | 7924      | 0,26    |           |         |
| Кариму Шаби Сика                         | Независимый                                 | 7236      | 0,24    |           |         |
| Зуль-Кифль Салами                        | Национальная партия Конгресса               | 6431      | 0,21    |           |         |
| Элизабет Агбоссага                       | Союз за развитие и реформы                  | 5604      | 0,19    |           |         |
| Зашари Кириак Гудали                     | Движение 6 мая                              | 4793      | 0,16    |           |         |
| Иссифу Коги Н’дуро                       | Независимый                                 | 4791      | 0,16    |           |         |
| Азизу Эль-Адж Исса                       | Независимый                                 | 4077      | 0,14    |           |         |
| Габриэль Айиви Аджавон                   |                                             | 4040      | 0,13    |           |         |
| Марсель де Суза                          | Республиканский фронт Бенина                | 3927      | 0,13    |           |         |
| Омер Рюстик Гезо                         |                                             | 3844      | 0,13    |           |         |
| Жан-Александр Унтонджи                   | Новый марш                                  | 3771      | 0,13    |           |         |
| Даниэль Эда                              | Движение за благополучие и солидарность     | 3555      | 0,12    |           |         |
| Мари-Элиз Гбедо                          |                                             | 3506      | 0,12    |           |         |
| Кристьян Энок Ланьид                     |                                             | 3174      | 0,11    |           |         |
| Исса Бадару Суль                         |                                             | 2804      | 0,09    |           |         |
| Симон Пьер Адовеланд                     | Независимый                                 | 2788      | 0,09    |           |         |
| Муджеду Суману Иссуфу                    |                                             | 2573      | 0,09    |           |         |
| Гатьян Унгбеджи                          | Союз за экономическое и социальное развитие | 2213      | 0,07    |           |         |
| Камару Фассасси                          | Независимый                                 | 1676      | 0,06    |           |         |
| Кессиль Тшала Сар                        |                                             | 1258      | 0,04    |           |         |
| Недействительных/пустых бюллетеней       | Недействительных/пустых бюллетеней          |           | -       | 31 622    | -       |
| Всего                                    | Всего                                       | 3 010 888 | 100     | 3 082 998 | 100     |
| Зарегистрированных избирателей/Явка      | Зарегистрированных избирателей/Явка         | 4 702 168 |         | 4 746 384 | 66,13   |
| Источник: ABP (недоступная ссылка), CENA |                                             |           |         |           |         |

## Последующие события
В своей речи сразу после подтверждения его победы Конституционным судом Талон заявил, что будет заниматься конституционной реформой, ограничивающей президентство единственным сроком в 5 лет, чтобы бороться с «самоуспокоением». Кроме этого, он заявил, что планирует сократить размер правительства с 28 до 16 членов. 6 апреля 2016 года Талон принял присягу. Позже он объявил состав своего кабинета, в котором отсутствовал пост премьер-министра. Два кандидата, поддержавшие его во втором туре, получили посты в правительстве: Паскаль Купаки стал Генеральным секретарём президента, а Био-Тшан занял пост министра государственного планирования и развития.